# Szymon Gąsiński
Szymon Gąsiński (Łódź, 8 luglio 1983) è un ex calciatore polacco, di ruolo portiere.

## Carriera

### Club
Dopo aver giocato nelle giovanili dell'UKS SMS Łódź, Gąsiński è passato al Górnik Łęczyca, squadra militante in quella che all'epoca era nota come IV liga, quarto livello del campionato polacco . Con questo club, al termine del campionato 2004-2005, ha conquistato la promozione in III liga. A gennaio 2006 è stato ingaggiato dallo Zagłębie Sosnowiec, compagine di II liga. Ha contribuito alla promozione del campionato 2006-2007, potendo allora esordire nella massima divisione locale in data 28 luglio 2007, schierato titolare nella sconfitta per 4-2 maturata sul campo del Lech Poznań.
A marzo 2008, ha lasciato la Polonia per firmare per i norvegesi del Mo, militanti in 2. divisjon (terzo livello del campionato). A giugno ha subito un infortunio al ginocchio ed è tornato in patria per operarsi. Ha successivamente militato nelle file del Concordia Piotrków Trybunalski.
A gennaio 2010, è passato al Polonia Bytom, compagine di Ekstraklasa (nuovo nome della massima divisione polacca). Ha esordito con questa maglia il 13 marzo, schierato titolare in occasione della vittoria interna per 1-0 sul Legia Varsavia. È rimasto in squadra fino al mese di gennaio 2011, totalizzando altre 11 presenze in campionato.
In seguito a questa esperienza, ha firmato per il KS Cracovia, sempre in Ekstraklasa. Ha giocato la prima partita con questa casacca in data 24 settembre 2011, nella vittoria per 0-1 sul campo del Górnik Zabrze. Si è poi svincolato dalla squadra ed ha giocato per lo Zawisza Rzgów da marzo 2013 e fino al termine dell'annata in corso.
Per il campionato 2013-2014 ha giocato nel Flota Świnoujście, in I liga. Ha esordito il 23 luglio, nella vittoria interna per 1-0 sul GKS Katowice. Dopo 16 partite tra campionato e coppa nazionale, ha lasciato la squadra.
L'anno seguente è stato in forza allo ŁKS, per tornare allo Zagłębie Sosnowiec a gennaio 2015. Ha contribuito alla promozione in I liga del campionato 2014-2015, per poi rescindere il contratto che lo legava al club nel mese di novembre 2015.

## Statistiche

### Presenze e reti nei club
Statistiche aggiornate al 30 settembre 2020.
| Stagione                  | Club                      | Campionato                | Campionato | Campionato | Coppe nazionali | Coppe nazionali | Coppe nazionali | Coppe continentali | Coppe continentali | Coppe continentali | Supercoppe | Supercoppe | Supercoppe | Totale | Totale |
| Stagione                  | Club                      | Comp                      | Pres       | Reti       | Comp            | Pres            | Reti            | Comp               | Pres               | Reti               | Comp       | Pres       | Reti       | Pres   | Reti   |
| ------------------------- | ------------------------- | ------------------------- | ---------- | ---------- | --------------- | --------------- | --------------- | ------------------ | ------------------ | ------------------ | ---------- | ---------- | ---------- | ------ | ------ |
| 2002-2003                 | Górnik Łęczyca            | 4L                        | ?          | -?         | CP              | -               | -               | -                  | -                  | -                  | -          | -          | -          | ?      | -?     |
| 2003-2004                 | Górnik Łęczyca            | 4L                        | ?          | -?         | CP              | ?               | -?              | -                  | -                  | -                  | -          | -          | -          | ?      | -?     |
| 2004-2005                 | Górnik Łęczyca            | 4L                        | ?          | -?         | CP              | ?               | -?              | -                  | -                  | -                  | -          | -          | -          | ?      | -?     |
| 2005-gen. 2006            | Górnik Łęczyca            | 3L                        | ?          | -?         | CP              | ?               | -?              | -                  | -                  | -                  | -          | -          | -          | ?      | -?     |
| Totale Górnik Łęczyca     | Totale Górnik Łęczyca     | Totale Górnik Łęczyca     | ?          | -?         |                 | ?               | -?              |                    | -                  | -                  |            | -          | -          | ?      | -?     |
| gen.-giu. 2006            | Zagłębie Sosnowiec        | 2L                        | ?          | -?         | CP              | -               | -               | -                  | -                  | -                  | -          | -          | -          | ?      | -?     |
| 2006-2007                 | Zagłębie Sosnowiec        | 2L                        | ?          | -?         | CP              | ?               | -?              | -                  | -                  | -                  | -          | -          | -          | ?      | -?     |
| 2007-mar. 2008            | Zagłębie Sosnowiec        | 1L                        | 9          | -20        | CP              | ?               | -?              | -                  | -                  | -                  | -          | -          | -          | 9+     | -?     |
| 2008                      | Mo                        | 2D                        | ?          | -?         | CN              | ?               | -?              | -                  | -                  | -                  | -          | -          | -          | ?      | -?     |
| gen.-giu. 2009            | Conc. Piotrków Tryb.      | 2L                        | ?          | -?         | CP              | ?               | -?              | -                  | -                  | -                  | -          | -          | -          | ?      | -?     |
| gen.-giu. 2010            | Polonia Bytom             | EK                        | 1          | 0          | CP              | -               | -               | -                  | -                  | -                  | -          | -          | -          | 1      | 0      |
| 2010-gen. 2011            | Polonia Bytom             | EK                        | 11         | -10        | CP              | ?               | -?              | -                  | -                  | -                  | -          | -          | -          | 11+    | -?     |
| Totale Polonia Bytom      | Totale Polonia Bytom      | Totale Polonia Bytom      | 12         | -10        |                 | ?               | -?              |                    | -                  | -                  |            | -          | -          | 12+    | -?     |
| gen.-giu. 2011            | KS Cracovia               | EK                        | 0          | 0          | CP              | -               | -               | -                  | -                  | -                  | -          | -          | -          | 0      | 0      |
| 2011-2012                 | KS Cracovia               | EK                        | 2          | -3         | CP              | 2               | -2              | -                  | -                  | -                  | -          | -          | -          | 4      | -5     |
| Totale KS Cracovia        | Totale KS Cracovia        | Totale KS Cracovia        | 2          | -3         |                 | 2               | -2              |                    | -                  | -                  |            | -          | -          | 4      | -5     |
| mar.-giu. 2013            | Zawisza Rzgów             | 4L                        | ?          | -?         | CP              | -               | -               | -                  | -                  | -                  | -          | -          | -          | ?      | -?     |
| 2013-2014                 | Flota Świnoujście         | 1L                        | 15         | -17        | CP              | 1               | 0               | -                  | -                  | -                  | -          | -          | -          | 16     | -17    |
| 2014-feb. 2015            | ŁKS                       | 3L                        | ?          | -?         | CP              | ?               | -?              | -                  | -                  | -                  | -          | -          | -          | ?      | -?     |
| feb.-giu. 2015            | Zagłębie Sosnowiec        | 2L                        | 9          | -6         | CP              | -               | -               | -                  | -                  | -                  | -          | -          | -          | 9      | -6     |
| lug.-ott. 2015            | Zagłębie Sosnowiec        | 1L                        | 3          | -4         | CP              | 2               | -3              | -                  | -                  | -                  | -          | -          | -          | 5      | -7     |
| Totale Zagłębie Sosnowiec | Totale Zagłębie Sosnowiec | Totale Zagłębie Sosnowiec | 21+        | -?         |                 | 2+              | -?              |                    | -                  | -                  |            | -          | -          | 23+    | -?     |
| 2016-2017                 | Ner Poddębice             | 4L                        | ?          | -?         | CP              | ?               | -?              | -                  | -                  | -                  | -          | -          | -          | ?      | -?     |
| Totale                    | Totale                    | Totale                    | 59+        | -?         |                 | 5+              | -?              |                    | -                  | -                  |            | -          | -          | 64+    | -?     |